# Trimalaconothrus novaezealandiae
Trimalaconothrus novaezealandiae är en kvalsterart som först beskrevs av Hammer 1966.  Trimalaconothrus novaezealandiae ingår i släktet Trimalaconothrus och familjen Malaconothridae. Inga underarter finns listade i Catalogue of Life.